# 马灌镇
马灌镇，是中华人民共和国重庆市忠县下辖的一个乡镇级行政单位。

## 行政区划
马灌镇下辖以下地区：
马灌社区、高洞社区、黄钦社区、大梵村、洛阳村、双基村、鹤林村、双石村、果园村、倒灌村、金宝村、高渡村、齐心村、合心村、金桂村、桂阳村、大桥村、高桥村、龙肖村和白高村。